# Anwar Gatijatulin
Anwar Rafaiłowicz Gatijatulin, ros. Анвар Рафаилович Гатиятулин (ur. 21 marca 1976 w Czelabińsku) – rosyjski hokeista, trener hokejowy.

## Życie prywatne
W mediach przedstawiany jako przedstawiciel narodowości tatarskiej. W 2013 ukończył kształcenie na Jużno-Uralskim Gusudartwiennym Agrarnym Uniwiersitecie. Jego synowie Ilja (ur. 2000) i Artiemij (ur. 2006) także zostali hokeistami.

## Kariera zawodnicza
- Mieczeł Czelabińsk (1993/1994)
- Tałagaj Złatoust (1993/1994)
- Traktor Czelabińsk (1994–1999)
  -  UralAZ Miass (1994/1995)
  -  Nadieżda Czelabińsk (1995/1996)
  -  Łada Togliatti (1997)
- CSKA Moskwa (1999-2000)
- Awangard Omsk (1999/2000)
- Torpedo Niżny Nowogród (2000-2002)
- Torpedo 2 Niżny Nowogród (2000-2002)
- Krylja Sowietow Moskwa (2002-2003)
- Krylja Sowietow 2 Moskwa (2002-2003)
- Mieczeł Czelabińsk (2003-2004)
- Mieczeł 2 Czelabińsk (2003-2004)
- Gazowik Tiumeń (2004-2006)
- Gazowik Uniwier (2006)
- Zauralje Kurgan (2006)
- Mołot-Prikamje Perm (2006/2007)
- Mołot-Prikamje 2 Perm (2006/2007)

Wychowanek i wieloletni zawodnik Traktora Czelabińsk. W Rosji występował w drużynach na pierwszym, drugim i trzecim poziomie rozgrywkowym.
W barwach Rosji uczestniczył w turniejach mistrzostw Europy juniorów do lat 18 edycji 1994, mistrzostw świata juniorów do lat 20 edycji 1995, Uniwersjady edycji 1997. a w sezonie 2004/2005 występował w kadrze Rosji II. 

## Kariera trenerska
- Biełyje Miedwiedi Czelabińsk (2012-2015), główny trener
- Traktor Czelabińsk (2015-2018), główny trener
- SKA Sankt Petersburg (2018-2020), asystent trenera
- Reprezentacja Rosji (2018-2020), asystent trenera
- Traktor Czelabińsk (2020-2023), główny trener

W karierze trenerskiej początkowo od lutego 2012 przez kilka lat prowadził juniorską drużynę Biełyje Miedwiedi Czelabińsk w rozgrywkach MHL. W tym okresie był asystentem w sztabie Rosji na turnieju MŚ do lat 20 edycji  2015. W listopadzie 2015 został przeniesiony z posady szkoleniowca Biełych Miedwiedów został mianowany na głównego trenera Traktora Czelabińsk w KHL. Na tym stanowisku pozostawał do końca sezonu KHL (2017/2018). Od 2018 przez dwa sezony był w sztabie Olega Znaroka w SKA Sankt Petersburg. Od kwietnia 2018 przez dwa lata pracował w sztabie reprezentacji Rosji, w tym podczas turniejów mistrzostw świata edycji 2018, 2019 (głównym trenerem był wtedy Ilja Worobjow). W maju 2020 ponownie został trenerem Traktora. Zwolniony ze stanowiska na początku października 2023. Wiosną został trenerem Ak Barsu Kazań.

## Sukcesy
Zawodnicze reprezentacyjne
- Srebrny medal mistrzostw Europy juniorów do lat 18: 1994 z Rosją
- Srebrny medal mistrzostw świata juniorów do lat 20: 1995 z Rosją

Szkoleniowe klubowe
- Pierwsze miejsce w Dywizji Ural-Syberia w sezonie zasadniczym MHL: 2014 z Biełymi Miedwiedami Czelabińsk
- Pierwsze miejsce w Dywizji Powołże w sezonie zasadniczym MHL: 2015 z Biełymi Miedwiedami Czelabińsk
- Pierwsze miejsce w Konferencji Wschód w sezonie zasadniczym MHL: 2015 z Biełymi Miedwiedami Czelabińsk
- Pierwsze miejsce w sezonie zasadniczym MHL: 2015 z Biełymi Miedwiedami Czelabińsk
- Brązowy medal MHL: 2015 z Biełymi Miedwiedami Czelabińsk
- Brązowy medal mistrzostw Rosji: 2019 ze SKA, 2022 z Traktorem Czelabińsk
- Srebrny medal mistrzostw Rosji: 2020 ze SKA

Szkoleniowe reprezentacyjne
- Brązowy medal mistrzostw świata: 2019 z Rosją

Wyróżnienie
- Mistrz Sportu Rosji[22]